# Amenophis III.

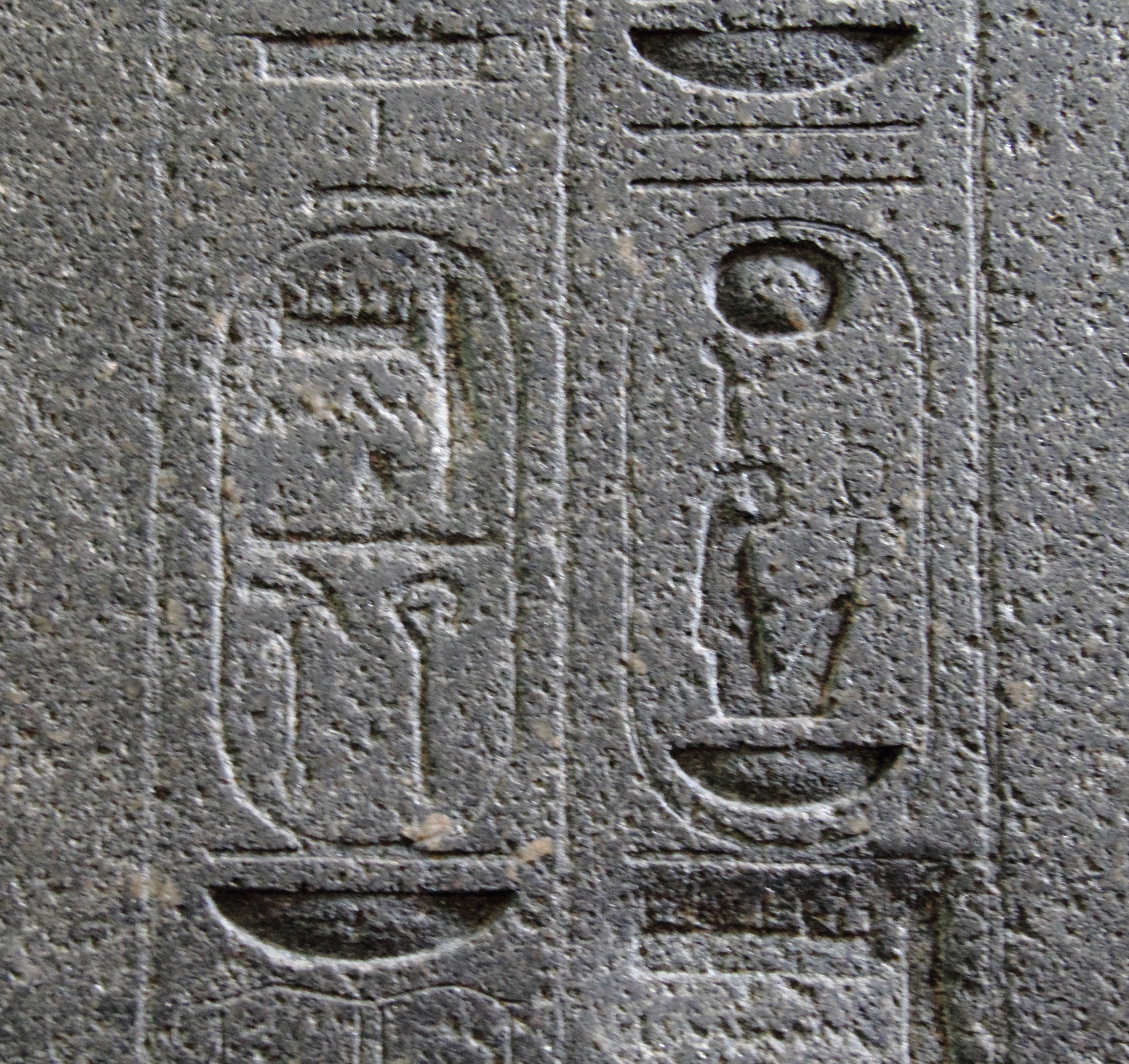
Königstitulatur von Amenophis III. als Inschrift auf einer Statue

Amenophis III. (griechisch), auch Amenhotep bzw. ägyptisch Amenhetep/Imenhetep (babylonisch Nimmurja) war altägyptischer König (Pharao) und der neunte der 18. Dynastie (Neues Reich), der von etwa 1388 bis um 1351 v. Chr. regierte (nach Helck 1379–1340, nach Krauss 1390–1353 v. Chr.).

## Familie
- Vater: Thutmosis IV.
- Mutter: Mutemwia
- Geschwister: Amenemhet, Amenhotep-Meri-chepesch, Tiaa, Amenemipet, Tent-Amun und Petepihu
- Ehefrauen: Teje (siehe Statuetten), Kiluchepa (Tochter von Šuttarna II.), Taduchepa (Tochter von Tušratta), seine Töchter Sitamun und Isis und weitere
- Söhne: Echnaton und Thutmosis
- Töchter: Sitamun, Isis, Henuttaunebu und Nebet-tah, sowie eventuell Nubemtech

Seine Hauptfrau Teje war „bürgerlicher“ Herkunft. Die Königin erscheint auf vielen Denkmälern neben dem Herrscher. Ihre Eltern werden mehrmals genannt. Sie erscheinen vor allem auf den Gedenkskarabäen: („[…] der Name ihres Vaters ist Juja, der Name ihrer Mutter ist Tuja. Sie ist die Gemahlin eines starken Königs […]“). Ihre Eltern waren Juja, „Minpriester“ und „Vorsteher der Pferde“, „Vater des Gottes“, und Tuja (18. Dynastie), „oberste Haremsfrau des Amun“, „oberste Haremsfrau des Min“, aus dem oberägyptischen Achmim. Sie besaßen ein Korridorgrab im Tal der Könige (KV46), das 1905 inklusive Grabinventar von Theodore M. Davis entdeckt wurde.

## Biografie

### Jugend
Um 1403 v. Chr. wurde Amenophis III. als Sohn von Thutmosis IV. und einer Nebenfrau Mutemwia geboren. Es ist kaum etwas von ihr bekannt, ihre Herkunft bleibt im Dunkeln. Den Titel „Königsmutter“ trug sie seit der Thronbesteigung von Amenophis III. Sie erscheint auf den sogenannten Memnonkolossen, die erst am Ende der Regierungszeit des Herrschers errichtet wurden. Dies mag andeuten, dass sie damals noch lebte.
Sein Vater Thutmosis IV. regierte sein Reich von der Stadt Memphis aus. Amenophis III. wuchs im sogenannten Haremspalast in Gurob, in der Nähe der Oase Fajum, auf. Hier lernte er die hieratische und die Keilschrift, Lesen und Mathematik. Daneben erhielt er auch eine militärische Ausbildung.
Weil sein älterer Bruder früh verstorben war, wurde Amenophis III. im Alter von acht Jahren zum Thronerben ernannt, und er begleitete seinen Vater in den nächsten Jahren auf dessen Kriegszügen. Auch hatte Thutmosis IV. bereits begonnen, durch eine Ehe mit der Tochter des Königs Artatama I. ein Friedensbündnis mit Mitanni zu schließen, und Amenophis III. sollte diese diplomatische Taktik später erfolgreich fortführen.

### Regierungsbeginn
Nach dem Tod von Thutmosis IV. in dessen 10. Amtsjahr wurde Amenophis III. bereits im Alter von 12 Jahren am 27. Schemu II zum König erhoben. Sein Vorgänger Thutmosis IV. müsste unter Berücksichtigung der Einbalsamierungszeit Ende des dritten oder Anfang des vierten Peretmonats verstorben sein. Sein Thronname lautete „Neb-maat-Re“ und bedeutet „Der Herr der Wahrheit ist Re“. Vermutlich im Jahr seiner Krönung heiratete er die ebenfalls noch sehr junge Teje, die Tochter eines Provinzbeamten aus Achmim. Tejes Vater Juja trug die Titel „Priester und Rindervorsteher des Min“ und „Herr von Achmim“. Ihre Mutter Tuja war „Sängerin des Amun“, „Sängerin der Hathor“, „Oberste Haremsdame des Amun“ und „Oberste Haremsdame des Min“.
Amenophis III. erhob seine Schwiegereltern zu neuen Ehren: Juja wurde zum „Vorsteher der Pferde“ und Stellvertreter „Seiner Majestät bei der Streitwagentruppe“ ernannt, Tuja wurde als „Königliche Mutter der Großen königlichen Gemahlin“ gehuldigt. Tejes Bruder Aanen erhielt ein hohes Priesteramt und wurde einer der Vertrauten des jungen Pharao. Aufgrund seiner Jugend wurde seine Mutter Mutemwia zunächst zur Regentin ernannt, später übernahm er dann selbst die Regierungsgewalt.

### Bauprojekte
Wie seine Vorgänger betätigte sich der neue Pharao auch als Bauherr. Bereits in seinem zweiten Amtsjahr wurde mit dem Bau seines Grabes im Tal der Könige (WV22) begonnen. Außerdem ließ er die Bauten seines Vaters fertigstellen und den Tempel von Karnak erweitern. Er ließ auch den zehnten Pylon des Tempels errichten und an dessen Südfassade die größte Statue, die es je in Ägypten gab. Von der ehemals 21 Meter hohen Statue sind nur noch die Füße erhalten.
Am gleichen Ort ließ er einen Tempel mit 700 Statuen der Göttin Sachmet zur Abwehr von etwas äußerst Gefährlichem erbauen. Forscher sind der Ansicht, dass damit die Pest gemeint war. Als Beweise für diese Annahme dienen ihnen damals im Lande hastig verscharrte Tote und Pestgebete der Nachbarvölker, in denen erkrankte Ägypter beschrieben werden.
Auch wurde in Kom el-Hetan ein Totentempel für Amenophis III. erbaut – der größte jemals in Ägypten errichtete Tempelkomplex. Ägyptologen haben erst kürzlich berechnet, dass dieser Totentempel sogar noch größer gewesen sein muss als der Tempel von Karnak. Kolossalstatuen schmückten den Tempel, und auch heute noch stehen die berühmten Memnonskolosse am alten Ort, wo sie den östlichen Eingangspylon des Tempels markieren.
Im Februar 2010 wurde durch die Antikenverwaltung und die Grabungsleitung des Amenhotep III Temple Conservation Project mitgeteilt, dass im Bereich des Totentempels ein Kolossalkopf des Pharao aus rotem Granit gefunden wurde. Dieser gehört zusammen mit anderen gefundenen Bruchstücken zu einer Sitzstatue des jungen Pharao.
In seinem 11. Regierungsjahr ließ Amenophis III. einen monumentalen See für Königin Teje in der Stadt Djar-wecha anlegen. Früher wurde davon ausgegangen, dass es sich dabei um den Bark el-Mahari östlich von Malqata handelt. Mittlerweile sind Ägyptologen der Ansicht, dass Djar-wecha die Heimatstadt von Teje war und der See somit in der Nähe von Achmim zu verorten ist. Die Anlage des Sees ist ebenfalls auf Gedächtnisskarabäen überliefert. Es handelte sich um ein 3700 mal 600 Ellen großes Bassin, das durch Dämme und Kanäle das Überschwemmungswasser des Nils zurückhielt. Die Dämme wurden Anfang Oktober verschlossen, damit es sich mit Nilwasser füllen konnte. Anschließend wurde die Zeremonie der Dammöffnung abgehalten, bei der der König mit dem Staatsschiff über den See ruderte. Durch Öffnung der Schleusen und Dämme wurden die umliegenden Felder bewässert, wobei sich auch am Grund des Bassins fruchtbarer Nilschlamm ablagerte, sodass sich der See in eine riesige Ackerfläche verwandelte. Die gesamte Zeremonie stellte wahrscheinlich ein Fruchtbarkeitsritual dar. Die Anlage des Sees scheint wohl ein Gunstbeweis des Pharaos an seine Hauptgemahlin gewesen sein, um ihr zu zeigen, dass ihre Position als Königin unanfechtbar sei. Teje besaß zu diesem Zeitpunkt bereits große Macht und Einfluss.

### Ringen um die religiöse Macht

Altägyptische Dekane auf einer Wasseruhr seiner Zeit
1: Tepi-a-Kenmut
2: Cheri-cheped-Kenmut
3: Pehui-djat und Hat-djat
4: Temat-heret-cheret
5: Weschati-Bekati
6: Chentet-heret
7: Chentet-cheret
8: Tjemes-ni-chentet
9: Septi-chenwi
10: Heri-ab wia

Wie bereits sein Vater und sein Großvater förderte er den Sonnenkult der 5. Dynastie und ließ beispielsweise das Sed-Fest ausdrücklich entsprechend alter Schriften feiern. In Heliopolis ließ er einen Kalksteintempel für den Sonnengott errichten. Langsam und geschickt leitete Amenophis III. einen Kurswechsel in der Religion ein. Dies war insofern wichtig, als die Amun-Priester damals beinahe soviel Reichtum und Macht besaßen wie der König selbst. Außerdem hatten die Priester in den Jahren zuvor so viel Macht gewonnen, dass sie sogar Einfluss auf die Thronfolge nehmen konnten. Erst Thutmosis IV. bestimmte sich vor dem Sphinx zum Pharao und fragte nicht die Priester Amuns.
Amenophis III. wollte nunmehr den Sonnenkult um Aton der Macht der Amunpriester entgegensetzen. Auch indem er hohe religiöse Ämter von seinen Vertrauten besetzen ließ, versuchte er, die Priesterschaft des Amun unter Kontrolle zu halten. Dabei wurde auch sein engster Vertrauter und Namensvetter Amenophis (Sohn des Hapu) mit höchsten politischen Ämtern geehrt. Später verlegte der Pharao seinen Palast nach Theben. Die Forscher sind heute mehrheitlich der Ansicht, dass der Herrscher damit die nach wie vor starke Macht der Priester des Amuntempels entschiedener beschneiden wollte. In zahllosen Tempeln ließ er von sich eine Statue neben denen der anderen Götter aufstellen. Die Inschriften darauf beginnen mit „Amenophis, geliebt von …“, gefolgt vom jeweiligen Götternamen. Seinen Machtanspruch ließ er auch dadurch ausdrücken, dass Götterstatuen sein Gesicht erhielten.
Weiterhin fällt auf, dass der Pharao zahlreiche weibliche Götterstatuen aufrichten ließ. Grund dafür war seine Verehrung der Göttin Maat, der Tochter des Sonnengottes, die für Ordnung und Harmonie verantwortlich war und als Symbolfigur für die Macht des Pharao galt.
Der Pharao erschien in den Reliefs häufig in Begleitung von Göttinnen. Auch die weiblichen Mitglieder der Familie wurden mit ihm auffallend oft dargestellt.

### Familienpolitik
Im 10. Regierungsjahr vermählte sich Amenophis III. mit der Prinzessin Kiluchepa, Tochter des mitannischen Königs Šuttarna II. Diese traf, als erste von mehreren ausländischen Bräuten, mit einem Gefolge von 317 Frauen in Ägypten ein. Diese Heirat festigte erneut das Bündnis zwischen Mitanni und Ägypten.
Das 13. Amtsjahr kann man als Höhepunkt seiner Herrschaft bezeichnen. Die Bevölkerungszahl betrug damals schätzungsweise drei bis vier Millionen. Die Verwaltungshauptstadt war zwar Memphis, doch die größte Stadt des Landes war Theben. Amenophis III. hatte sich wohl schon immer zu dieser Stadt hingezogen gefühlt. Während seiner Regierung ließ er mehrere Teile von Theben neu gestalten und ordnen. Nach fast dreißig Regierungsjahren zog Amenophis III. mit seinem Hofstaat endgültig nach Theben und ließ dort am Westufer den „Palast der leuchtenden Sonne“ erbauen. Später wurde der Palast mit dem arabischen Namen Malqata benannt, der „Ort, an dem man Dinge aufsammelt“. Damit war der antike Schutt gemeint, der überall auf dem 30 Hektar großen Gebiet zu sehen ist. Das gigantische Bauprojekt war zur Zeit von Amenophis III. Tod offenbar noch nicht abgeschlossen.

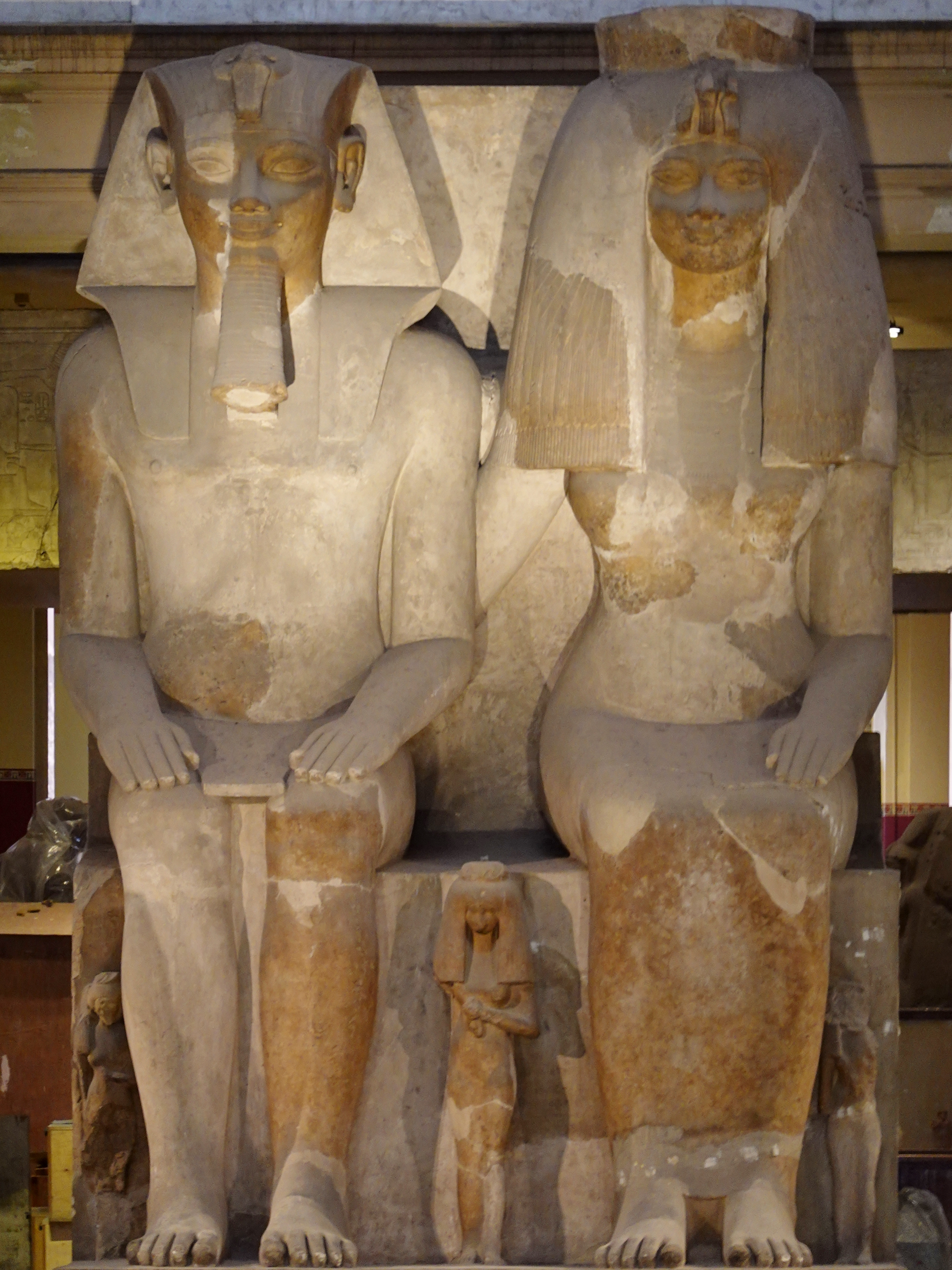
Amenophis III. mit Ehefrau Teje und drei Töchtern

In seinem 30. Regierungsjahr ließ Amenophis III. das erste seiner drei großen Feste, das sogenannte Sed-Fest zum Regierungsjubiläum feiern. Zu diesem Anlass erklärte er sich auch zum lebenden Gott Ägyptens, zum Ebenbild und Stellvertreter des Sonnengottes Aton auf Erden. Gleichzeitig nahm er seine Tochter Sitamun zur Frau und verlieh ihr den Rang einer Großen Königlichen Gemahlin. Diesen Titel trugen ebenfalls seine Frau Teje und seine Mutter Mutemwia. Dass drei königliche Frauen diesen Titel trugen, hatte folgenden Grund: Als Sonnengott musste Amenophis III. mit der vereinten Macht dreier Generationen von königlichen Gemahlinnen umgeben sein. Diese Gruppe symbolisiert die Rollen der Göttin Hathor – als Mutter, Ehefrau und Tochter. Daher wird auch vermutet, dass die Ehe zwischen Amenophis III. und seiner Tochter nicht vollzogen wurde.
Um das Jahr 1360 v. Chr., also im 32. Amtsjahr, starben Mutemwia, die Mutter des Pharaos, und Tejes Bruder Aanen. Der Bestattungsort von Mutemwia, die jahrelang als Regentin für Amenophis III. mitregiert hatte, ist unbekannt. Aanen wurde wohl in seinem thebanischen Grab (TT120) bestattet.
Zur Sicherung der Position seines Landes verfolgte Amenophis III. weiter seine Heiratspolitik und ging Ehen mit ausländischen Prinzessinnen ein, um die Verbundenheit der Staaten zu zeigen. Darunter war Taduchepa, die Tochter des Mitannikönigs Tušratta, die somit eine Nichte Kiluchepas war. Auch nahm Amenophis III. nach dem Tod seiner Mutter seine Tochter Isis zur Frau und nun gab es wieder drei Große Königliche Gemahlinnen.
Da König Kadaschman-Enlil I. von Babylon Amenophis III. bereits eine seiner Töchter zur Frau gegeben hatte, hielt er nun im Gegenzug um eine ägyptische Prinzessin als Braut an. Doch es wurde ihm gesagt, dass „seit Urzeiten noch nie die Tochter eines Königs von Ägypten irgendjemand zur Frau gegeben worden ist“.

### Kunst

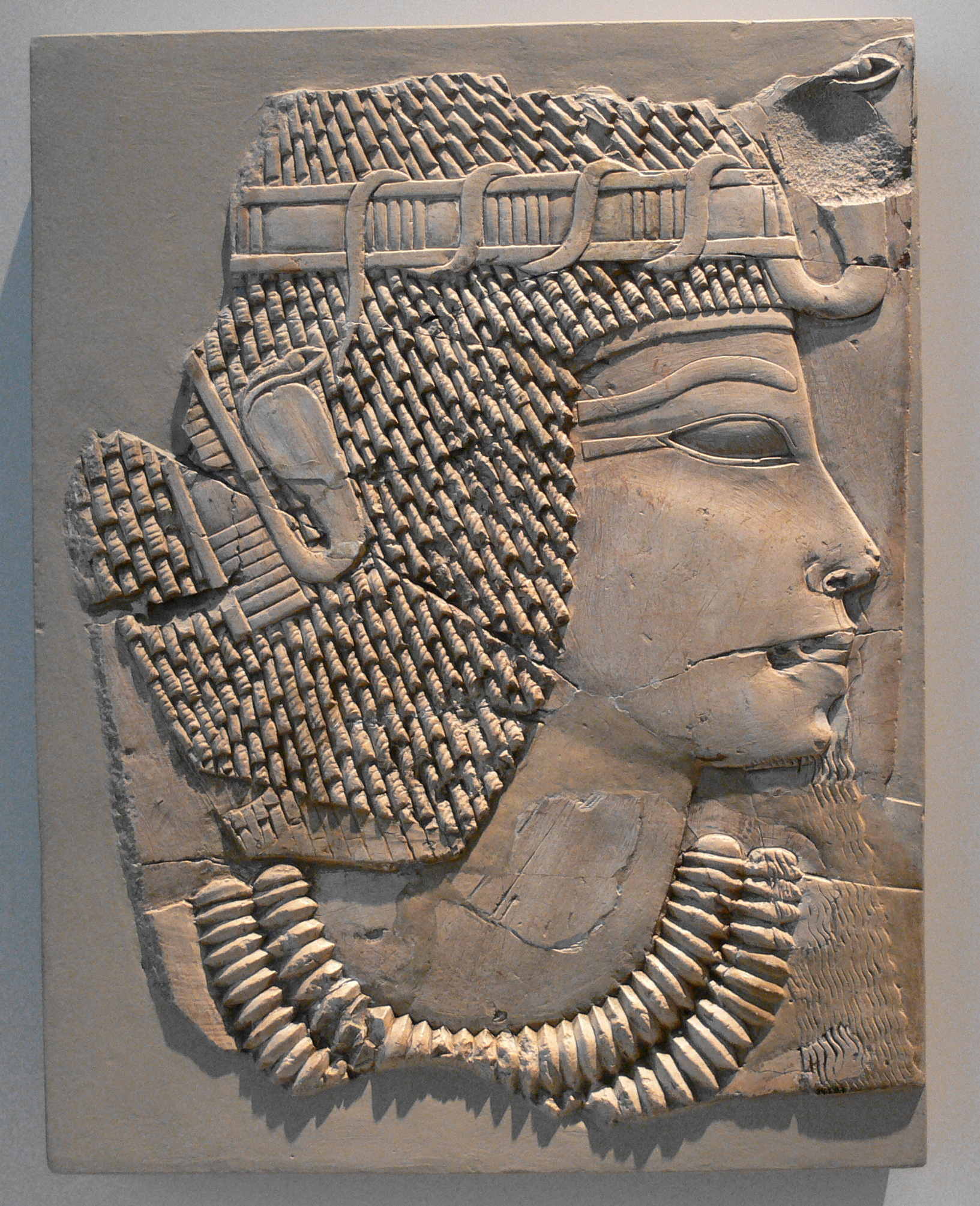
Relief Amenophis III. aus dem Grab des Chaemhet (TT57) in Theben-West, Ägyptisches Museum Berlin, Nr. 14503

Kunst und Kultur erfuhren unter Amenophis III. eine neue Blütezeit. Vor allem die Kunst der Rundplastik wurde gepflegt, sodass aus der Zeit dieses Herrschers besonders viele Statuen sowohl königlicher als auch privater Skulptur erhalten sind. Dabei zeigt sich im königlichen Bereich ein in der altägyptischen Kunst zuvor ungekanntes Spektrum: Die Rundbilder des Königs rangieren hinsichtlich der Größe von wenigen Zentimetern bis hin zu mehreren Metern, der König zeigt sich in verschiedensten Ornaten, wobei in der späten Periode auch Einflüsse aus Mesopotamien erkennbar sind. Gegen Ende seiner Regierungszeit ließ sich Amenophis III. auch in recht naturalistischer Art und Weise als bejahrter und korpulenter Mann darstellen. Diese ungeschönte Ausdrucksform wurde später durch seinen Sohn Echnaton schließlich auf die Spitze getrieben. Die nicht minder reiche Privatplastik jener Zeit lehnt sich vor allem in der Gestaltung des Gesichtes an die königlichen Darstellungen an.

### Außenpolitik und Militär
Amenophis III. übernahm zu Regierungsbeginn von seinen Vorgängern ein mächtiges Reich, das sich von Karai zwischen dem 4. und 5. Nilkatarakt bis zu Naharina an der Grenze zum Mitanni-Reich erstreckte. Ägypten war wohlhabend und konnte ohne Zweifel als Weltmacht bezeichnet werden. Ein wichtiges Ziel der Außenpolitik war es, die ägyptischen Grenzen vor möglichen Angreifern zu schützen und die diplomatischen Beziehungen zu den benachbarten Großreichen (insbesondere zum Mitanni- und Hethiter-Reich) aufrechtzuerhalten. Nur so konnte ein dauerhafter Frieden erzielt werden, der zu regen Handelsbeziehungen und einem nie dagewesenen Wohlstand führte.
Die Macht Ägyptens war so gefestigt, dass Amenophis III. keine Kriege zu führen brauchte. Allein in seinem 5. Regierungsjahr zog er gegen das aufständische Nubien und besiegte die Rebellen. Es sollte der einzige bedeutende Kriegszug seiner Amtszeit bleiben, von dem überdies nicht einmal geklärt ist, ob der König selbst daran teilnahm. Wahrscheinlicher ist, dass er die Niederwerfung des Aufstandes seinen Heerführern und dem von Ägypten eingesetzten Vizekönig von Kusch überließ.
Der Pharao verwendete zwar die Mittel, die früher in militärische Unternehmungen geflossen waren, für seine gigantischen Bauprojekte, doch obwohl Amenophis III. keine nennenswerten Feldzüge führen musste, vernachlässigte er seine Streitkräfte keineswegs. Das Land lebte zwar in Frieden, doch mussten die Grenzen und Handelsstraßen geschützt werden. Er scheint der erste ägyptische König gewesen zu sein, der die Streitwagen zu einem eigenständigen Truppenteil werden ließ. Auch wurden zur selben Zeit wahrscheinlich erstmals berittene Truppen eingesetzt. Das Heer wurde unterteilt in Züge, Kompanien und Divisionen. Eine Kompanie bestand aus etwa 250 Soldaten, eine Division konnte bis zu 5000 Mann umfassen. An Waffen besaßen sie sichelförmige Schwerter, Dolche und Bogen. Erste Rüstungen tauchten in dieser Epoche auf.

### Wohlstand
Der Frieden unter seiner Herrschaft sorgte für den Wohlstand des Landes und das Volk hielt dies für einen direkten Beweis der göttlichen Fähigkeiten ihres Pharaos. Man bezeichnete seine Regierungszeit als ein goldenes Zeitalter und Amenophis III. war für seine Untertanen der goldene König.

### Verwaltung
Der Wohlstand des Landes wurde durch eine effektive Verwaltung garantiert. Zahlreiche Verwaltungsbeamte sind bis in unsere Gegenwart bekannt, weil Amenophis diese auf zahllosen Bildern darstellen ließ und viele Beamte prachtvolle Gräber erhielten. Amenophis III. ernannte wie schon manch seiner Vorgänger ihm ergebene und besonders ausgezeichnete Soldaten zu Beamten des Landes und schuf sich damit eine treue Landesverwaltung. Einen derartigen Karrierebeginn hatte auch Eje II. diesem Pharao zu verdanken, dem er nach Ansicht der Forscher schon in seinen späten Regierungsjahren zum Ratgeber wurde.
Die Ämter der Beamten waren erblich, aber man konnte auch wegen guter Leistungen in hohe, ja höchste Positionen gelangen. So war schon der angesehenste Beamte des Pharao aus einfachen Verhältnissen aufgestiegen und wurde später sogar als Gott verehrt. Ein wichtiger Beamter war Amenophis (Sohn des Hapu), Rekrutenschreiber, Vorsteher der Arbeiten des Königs und schließlich Verwalter der königlichen Tochter und Gemahlin Sitamun. Er hatte das einmalige Privileg, am Hügel von Qurnet Murrai einen eigenen Totentempel errichten zu dürfen. Alle diese Beispiele dürften auch Eje II. in seinem grenzenlosen Ehrgeiz bestätigt haben.
- Wesire seiner Regierungszeit sind: Ptahmose, Ramose, Amenhotep und der Syrer Aperel.
- Schatzhausvorsteher sind: Sobekmose und sein Sohn Sobekhotep, Sebekhotep/Panehesi, Merimose und Meriptah.
- Siegelvorsteher des Königs (Kanzler, Schatzmeister) sind: Merire und Ptahmose.
- Güterverwalter ist: in Theben: Amenemhet Surer; in Memphis: ein weiterer Amenhotep (vielleicht ein Bruder des Wesirs Ramose, während Verwalter der Güter der Königin Teje Cheruef ist).
- Vizekönig von Kusch: Merimose
- Hohepriester des Amun von Theben: Der Wesir Ptahmose und Meriptah.

Zu erwähnen ist, dass der Schwager Amenophis III., Aanen, 2. Prophet des Amun war.

### Handelsbeziehungen zur Ägäis
Auf den Ortsnamenlisten im Totentempel Amenophis III. werden unter anderem mehrere Orte der Ägäis genannt, mit denen offenbar Handelsbeziehungen bestanden:
- Tanaja (Peloponnes oder das gesamte mykenisch geprägte griechische Festland): Deqajis (wahrscheinlich das böotische Theben oder Tegea), Mukana (Mykene), Mişana (Messene bzw. eine in Linear B mezana geschriebene Stadt oder Messenien), Nupliya (wahrscheinlich Nauplia), Kutir(a) (Kythira), Weleja (sehr strittig, eventuell Elis). Der Ort Amukla (Amyklai) wurde von dieser Liste gestrichen. Der Grund ist unklar.
- Keftiu (Kreta): Konoso (Knossos), Bajsata (Transkribierung strittig; Phaistos), Amniša (Amnisos), Kutuna(i)ja (Kydonia) und R/Likata (Lyktos).

### Ende der Regierungszeit

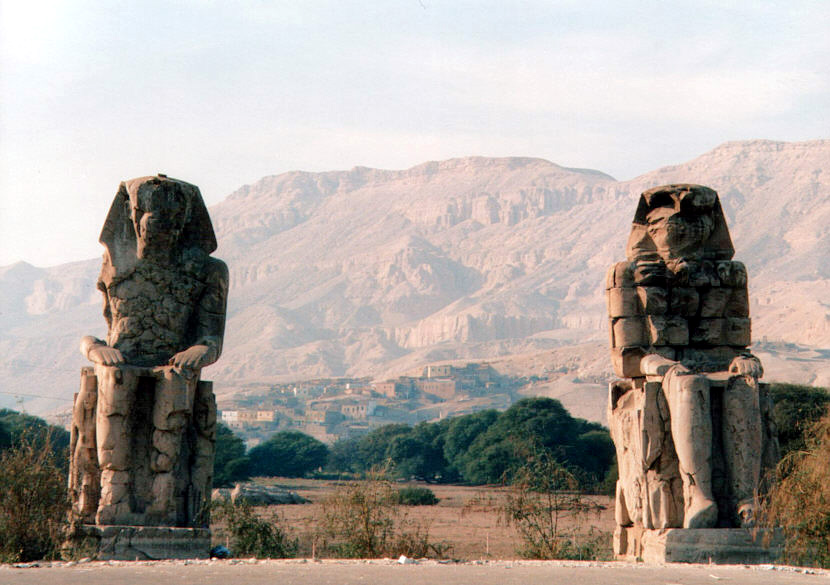
Luxor, Westbank (Westufer), vor dem Tal der Könige: Die Memnonkolosse – Wächterfiguren vor dem nicht mehr vorhandenen Totentempel Amenophis III.

Teje und Amenophis III. hatten mehrere Kinder. Der älteste Sohn und Thronerbe war Thutmosis. Er sollte der fünfte König dieses Namens werden. Doch wahrscheinlich im letzten Drittel der Regierungszeit starb der junge Prinz. Die Todesursache ist unbekannt, da seine Mumie bisher noch nicht identifiziert werden konnte. Thronfolger von Amenophis III. wurde deshalb sein gleichnamiger zweiter Sohn, Amenophis IV., der seinen Namen später in Echnaton änderte.
Wie viele seiner Vorgänger ließ sich Amenophis III. bereits zu Lebzeiten einen Totentempel errichten. Als Ort wählte er Kom el-Hetan. Historiker vermuten, dass der Tempel, von dem nur Reste erhalten geblieben sind, größer war als sein Totentempel in Karnak. Die berühmten Memnonkolosse am östlichen Pylon legen noch heute Zeugnis von diesem Tempel ab. Im Süden befand sich eine Doppelstatue, die den Herrscher mit seiner Frau Teje zeigte. Zu ihren Füßen saßen drei Töchter, und im Sonnenhof standen mehrere Statuen des Pharaos, die den König als Osiris darstellten. Der Totentempel wurde auch regelmäßig von den Nilwassern überflutet. Ein Effekt, der erwünscht war, denn wenn die Fluten zurückgingen, war das ein Zeichen einer symbolischen Neuerstehung des Tempels in Form einer Wiedergeburt.
Der letzte Beleg von Amenophis III. stammt vom dritten Tag der Jahreszeit Heriu-renpet (Mitte Juli) in seinem 38. Regierungsjahr. Das passt gut zu den Angaben von Manetho, nach denen Amenophis III. 38 Jahre und 7 Monate regierte. Der Ägyptologe Winfried Barta vermutet im Amarna-Übergabedatum des 30. Achet IV (Anfang November) das Krönungsdatum von Echnaton. Das würde bedeuten, dass Amenophis III. einige Wochen nach seinem letzten belegten Datum, Ende des zweiten oder Anfang des dritten Achetmonats (August/September), im Alter von fast 50 Jahren verstarb.

## Grabstätte

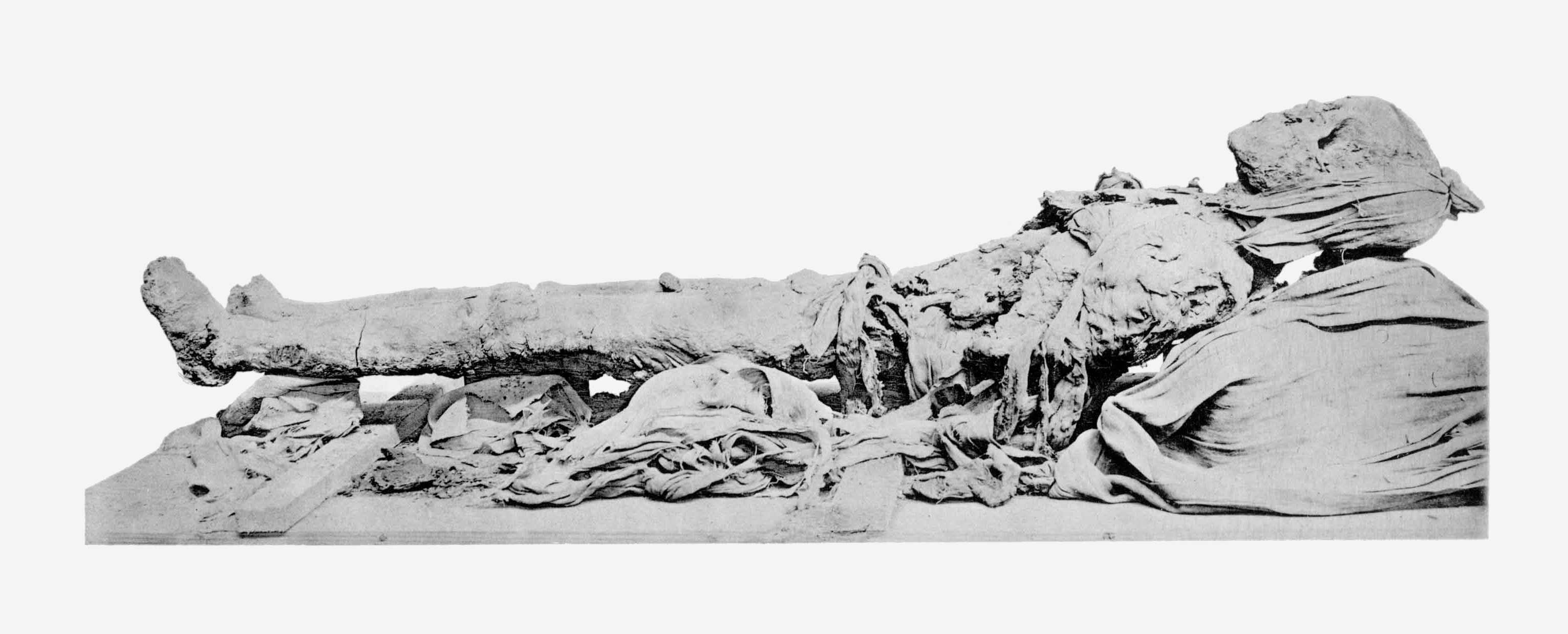
Die Amenophis III. zugeschriebene Mumie

Seine Grabstätte ließ sich Amenophis III. in einem westlichen Seitental des Tals der Könige anlegen. Aufgrund der Lage erfolgte die heutige Bezeichnung als „WV22“ (West-Valley) statt „KV“ (King’s Valley). In der 21. Dynastie wurde die Mumie neu in Binden eingewickelt, nachdem sie von Grabräubern beschädigt worden war, und im Grab seines Großvaters Amenophis II. (KV35) wiederbestattet. Die Zuordnung ist jedoch zweifelhaft, da sie in einer für Ramses III. beschrifteten Sargwanne lag, bedeckt mit dem Sargdeckel des Sethos II.
Als Victor Loret den Sarg 1898 entdeckte, befanden sich auf der Mumie noch getrocknete Blumengirlanden. Der Leichnam war vollständig mit sechs Querbinden umwickelt. Die Altersbestimmung ergab ein Todesalter zwischen 40 und 50 Jahren. Der Schädel wird als kräftig und elliptisch mit fehlender Kopfbehaarung beschrieben. Der Körper war recht beleibt und entsprach mit 156 cm Länge der durchschnittlichen Größe eines Ägypters. Amenophis starb vermutlich an einer schweren Entzündung des Zahn- und Kieferbereichs, da starke Zahnabszesse nachgewiesen wurden.